# Carlo Patriarca
Carlo Patriarca (Sondrio, 1960) è uno scrittore italiano.

## Biografia
Nato a Sondrio nel 1960, esercita la professione di medico anatomo-patologo all’Ospedale Sant'Anna di Como.
Ha esordito nella narrativa nel 2013 con il romanzo storico Il campo di battaglia è il cuore degli uomini al quale ha fatto seguito nel 2018 La sfida, trasposto 5 anni dopo nel film di Gianni Amelio Campo di battaglia.
Dopo Shock, biografia di Ugo Cerletti inventore della terapia elettroconvulsivante, uscito nel 2022, ha dato alle stampe 2 anni dopo il romanzo La curva di sopravvivenza.

## Opere

### Romanzi
- Il campo di battaglia è il cuore degli uomini, Vicenza, Neri Pozza, 2013 ISBN 978-88-545-0554-4.
- La sfida, Milano, Rizzoli, 2018 ISBN 978-88-17-10173-8.
- Shock, Vicenza, Neri Pozza, 2022 ISBN 978-88-545-2342-5.
- La curva di sopravvivenza, Vicenza, Neri Pozza, 2024 ISBN 978-88-545-2920-5.

## Premi e riconoscimenti

### Vincitore
Premio Internazionale di Letteratura Città di Como
- 2019 nella categoria "Miglior Romanzo storico" con La sfida [7]

## Adattamenti cinematografici
- Campo di battaglia, regia di Gianni Amelio (2024) (Dal romanzo La sfida)